# Hanchinal S.Yedrami, Jevargi
Hanchinal S.Yedrami là một làng thuộc tehsil Jevargi, huyện Gulbarga, bang Karnataka, Ấn Độ.